# Любомир Монов
Любомир Богданов Монов е български офицер, бригаден генерал.

## Биография
Роден е на 18 март 1967 г. в град Плевен. Завършва Висшето народно военновъздушно училище „Георги Бенковски“ със специалност „Щабни ВВС“. По-късно завършва Военната академия „Г. С. Раковски“ в София и Националния университет по отбраната на САЩ. Службата му започва в Единадесета учебна авиобаза в село Щръклево. По-късно служи в щаба на ВВС и в дирекция „Кадрова политика“ в Министерството на отбраната. Към 2015 г. е началник на отдел в дирекция „Стратегическо планиране“ в Министерството на отбраната. През 2018 г. защитава докторска дисертация на тема „Усъвършенстване на подходите за противодействие при хибридна заплаха срещу националната сигурност на Република България“ във Военната академия. От 28 юни 2023 г. е назначен за временно изпълняващ длъжността директор на дирекция „Отбранителна политика и планиране“ за срок не по-дълъг от 1 година. На 24 юни 2024 г. е назначен постоянно за директор на дирекция „Отбранителна политика и планиране“ и удостоен със звание „бригаден генерал“.

## Образование
- Висше народно военновъздушно училище „Георги Бенковски“, щабни – Военновъздушни сили – до 1990
- Военна академия „Г. С. Раковски“, организация и управление на ВФ на оперативно ниво
- Национален университет по отбраната на САЩ

## Военни звания
- Лейтенант (1990)
- Старши лейтенант
- Капитан
- Майор
- Подполковник
- Полковник (1 юни 2008)
- Бригаден генерал (24 юни 2024)